# Lemoine
Lemoine is een champagnehuis dat in 1857 in Rilly-la-Montagne  werd gesticht. Het huis J. Lemoine is nu in Tours-sur-Marne gevestigd en sinds het begin van de 70'er jaren eigendom van Laurent Perrier.
De Cuvee Royale Champagne is de Brut Sans Année  van het huis en bevat 50% pinot meunier, 30% chardonnay en 20% pinot noir. De brut is het visitekaartje en de meest verkochte champagne van dit huis. De champagne werd geassembleerd met wijnen uit de reserve van het huis en kreeg een dosage van 12 gram suiker per liter.